# Аннейс, Силу
Силу Аннейс (нидерл. Cilou Annys, род. 20 марта 1991 года, Брюгге) — бельгийская модель. Мисс Бельгия 2010.

## Биография
Силу Аннейс родилась 20 марта 1991 в Брюгге и стала победительницей национального конкурса Мисс Бельгия 2010. Она также Мисс Западная Фландрия. Аннейс стала 80-й Мисс Бельгия, она последовала за Зейнеп Север, Мисс Бельгия 2009.
Училась на переводчицу с французского и испанского языков в «Hogeschool Gent» в Генте.

## Мисс Вселенная 2010
Она вошла в Top 15 на конкурсе Мисс Вселенная 2010, прошедшем 23 августа 2010 в Лас-Вегасе.

## Мисс Мира 2010

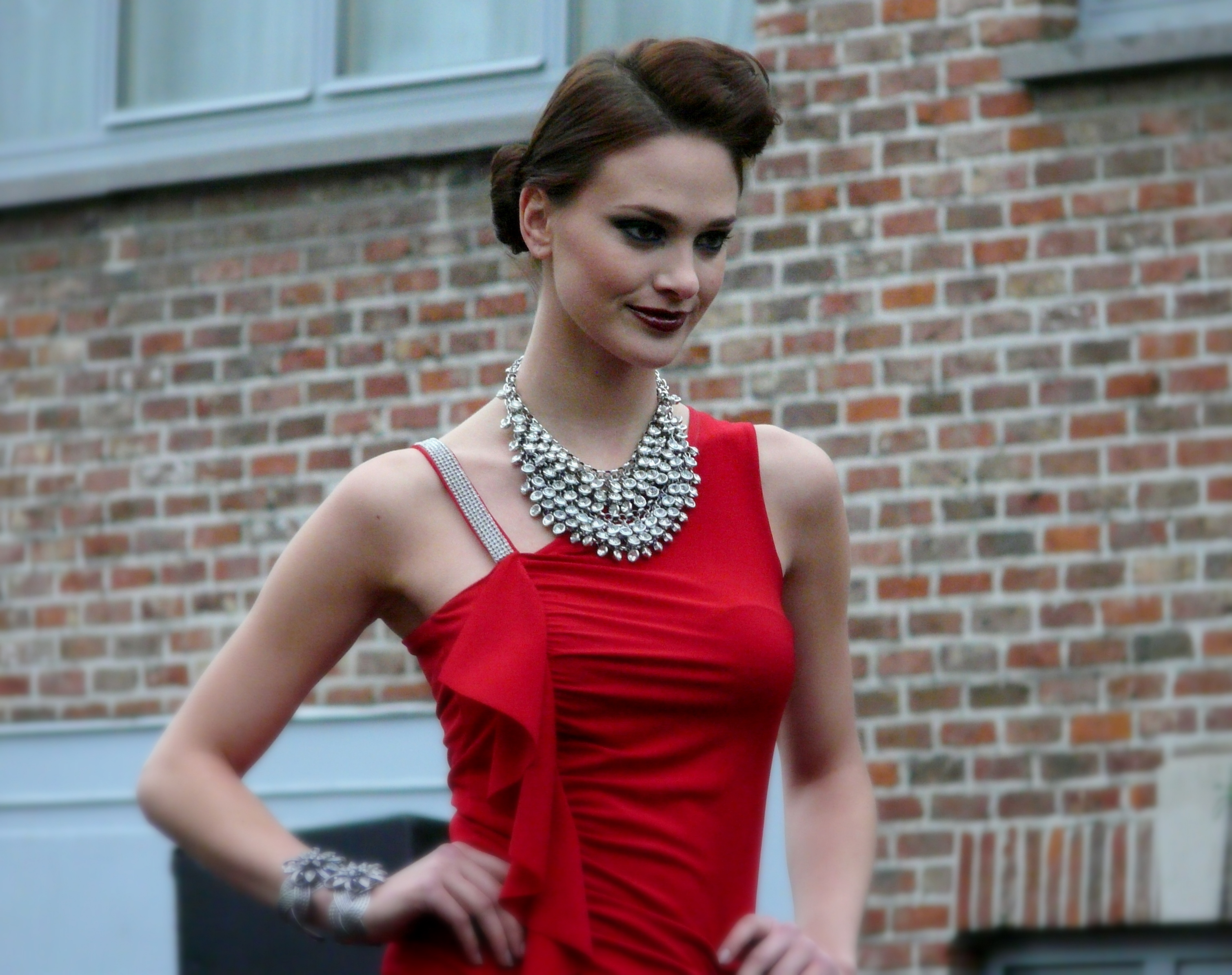
Силу Аннейс в 2011 году

Она также участвовала в Мисс Мира 2010, на котором она стала первой вице-мисс. Её коллеги Лин Арнаутс (Мисс Фламандский Брабант) представляла Бельгию на конкурсе Мисс Интернешнл и стала 2 вице-мисс, Бинта Телеманс (Мисс Брюссель) участвовала в конкурсах Мисс Европа 2010 и Мисс Туризм 2010.

## Фотосессия с флагом
Аннейс была моделью в журнале P-Magazine, во время съёмки она растоптала флаг Бельгии, вместе с политиком Бартом де Вевером, фото имело подпись «Miss Belgium».
Аннейс и руководство конкурса Мисс Бельгия решили дать прессе интервью, чтобы выработать для Аннейс положительный имидж. В статье указывалось, что Мисс Бельгия держала национальный флаг «с целью показать, что она патриотка».
Через неделю Аннейс согласилась работать на франкофонной радиостанции «Nostalgie».